# Vincent Tan
Vincent Tan Chee Yioun (chino: 陳志遠; pinyin: Chén Zhìyuǎn; Pe̍h-ōe-jī : Tân Chì-uán; nacido en 1952) es un empresario e inversor chino de Malasia. Es el fundador de Berjaya Corporation Berhad, un conglomerado diversificado que cotiza en la bolsa de valores de Malasia. Además de tener participaciones a través del grupo de empresas Berjaya Corporation, las otras participaciones de Tan incluyen intereses en negocios relacionados con Internet, servicios de agua, medios de comunicación, comercio minorista y telecomunicaciones.
En 2010, entró en la lista de multimillonarios de Forbes con un valor estimado de 1.600 millones de dólares (4.200 millones de RM). El éxito de Tan en el sector empresarial de Malasia se ha atribuido en parte a su estrecha asociación con destacadas figuras políticas malayas.

## Primeros años
Tan nació en Batu Pahat en 1952 y estudió en Batu Pahat High School. Originalmente había planeado estudiar derecho en Nueva Zelanda, pero como el negocio de su padre estaba fallando, encontró trabajo como empleado en un banco. Luego vendió un seguro de vida para AIA y se convirtió en gerente de agencia en AIA a la edad de 23 años. 
Tan entonces fundó empresas privadas en comercio, crédito, seguros generales y bienes raíces. Comenzó una empresa conjunta con Tokio Marine & Fire Insurance que se convirtió en United Prime Insurance. En 1981, ganó una franquicia de McDonald's en Malasia, tomó un curso avanzado de operaciones en la Universidad de las Hamburguesas y se convirtió en el director gerente de McDonald's Malasia en 1982. 

## Negocio

### Berjaya Corporation
En 1984 se mudó a Berjaya, que compró el 48% de la empresa de bienes de consumo duraderos Regnis el mismo año. Tan estaba asociado con el entonces ministro de finanzas Daim Zainuddin. En 1985, Tan compró el 51% de Sports Toto al gobierno de Malasia. La ganancia antes de impuestos de Sports Toto aumentó de 5 millones de ringgit en 1985 a 36 en abril de 1989. Inyectó sus acciones en Sports Toto en Berjaya para hacerse con el control de la misma. En 1988 cambió sus acciones de Berjaya por Raleigh Bhd, una empresa en pérdidas vinculada a Daim, que luego pasó a llamarse Inter-Pacific y se convirtió en la sociedad de cartera de Berjaya. Bajo su liderazgo, las ganancias antes de impuestos de Berjaya aumentaron de 700.000 ringgit en 1984 a 70 millones en 1989. 
En 2010, Tan recibió una licencia de juego para su subsidiaria de propiedad absoluta Ascot Sports Sdn Bhd. Sin embargo la licencia fue revocada en octubre de 2010 y, en julio de 2018, el gobierno dijo que no tenía planes de volver a emitirla.
A continuación se encuentran las subsidiarias enumeradas bajo Berjaya Corporation Berhad:
- Berjaya Land Berhad
- Berjaya Sports Toto Berhad
- Berjaya Food Berhad (incluida la marca Pappa Rich)
- REDtone International Berhad
- Berjaya Filipinas Inc.

### Fútbol inglés

#### Cardiff City
En mayo de 2010, Tan se convirtió en propietario de Cardiff City después de que un consorcio de inversores malasios (liderado por Dato Chan Tien Ghee) comprara el 30% de las acciones del club.
En mayo de 2012 el consorcio dijo que invertiría £ 100 millones de libras para aumentar la capacidad del estadio y construir un nuevo campo de entrenamiento, siempre que se les diera permiso para cambiar el nombre del club de azul a rojo. Los planes provocaron indignación entre los partidarios de Cardiff, que rápidamente organizaron una reunión de emergencia para discutir cómo responderían a la propuesta. Los planes se abandonaron posteriormente.
Un mes después, el club siguió adelante con el cambio de marca, para expandir el atractivo de Cardiff en los mercados extranjeros. La insignia de Cardiff se rediseñó para incluir un dragón rojo, mientras que su equipo de casa se cambió de azul a rojo. La deuda de £ 30 millones de libras del club con Langston Corporation también fue liquidada.
En abril de 2013, tras la promoción del Cardiff a la Premier League, Tan prometió gastar £ 25 millones de libras para ayudar al club a establecerse en la máxima categoría y declaró públicamente su interés en cotizar su participación del 36,1% en la Bolsa de valores de Kuala Lumpur (KLSE). Una oferta pública inicial (OPI) vendería acciones del club al público por primera vez, en un intento de obtener capital para expandir el negocio. 
En octubre de 2013, Tan generó más controversia después de suspender a Lain Moody, el jefe de reclutamiento del club, quien aparentemente había gastado más de £ 15 millones de libras durante la ventana de transferencia de verano. Moody fue agregado inicialmente a la trastienda por el entonces entrenador Malky Mackay y ayudó al Cardiff a fichar a varios jugadores antes de su campaña inaugural de la Premier League. Fue reemplazado por Alisher Apsalyamovby, un kazajo de 23 años que anteriormente tenía experiencia laboral en el club y es amigo del hijo de Tan. Unos meses más tarde, tras una investigación sobre la visa de Apsalyamovby, se vio obligado a abandonar el club.
A pesar de sobrepasar el presupuesto durante el verano, Mackay declaró públicamente sus planes para impulsar su equipo durante la ventana de transferencia de enero, lo que molestó a Tan, quien dijo que no habría dinero disponible. Mackay dijo que no renunciaría luego de las críticas de Tan, y posteriormente fue respaldado por fanáticos de Cardiff. Hacia fines de diciembre, Tan le dijo a Mackay que renunciara o sería despedido. Logró dos juegos más antes de ser capturado. Después de su despido, se alegó que Mackay había enviado mensajes de texto de carácter antichino que fue defendido por Dave Whelan, propietario de sus posteriores empleadores Wigan Athletic. Tan respondió llamándolos a ambos racistas y diciendo: "Espero que eso se detenga en dos racistas en Wigan, no en una bola de nieve con 2.000 o 20.000 racistas en Wigan".
El 2 de enero de 2014, el ex delantero del Manchester United Ole Gunnar Solskjær fue contratado como reemplazo de Mackay,  pero no pudo salvar al Cardiff del descenso. Solskjær dejó el club más tarde ese año y fue reemplazado por Russell Slade.
En octubre de 2016, Tan contrató a Neil Warnock, en ese momento el entrenador en activo más antiguo de Gran Bretaña. En 2018, Cardiff City fue ascendido a la Premier League una vez más. En su única temporada en la Premier League, terminaron decimoctavo y fueron relegados al Campeonato.

#### KV Kortrijk
Vincent Tan compró el KV Kortrijk por 5 millones de euros el 12 de mayo de 2015. En 2019 convenció al club de fichar a la sensación adolescente malaya Luqman Hakim Shamsudin del Selangor FC por un contrato de cinco años.

#### Los Ángeles FC
En 2014 se anunció que Tan era parte de un gran grupo de propietarios involucrado con Los Angeles FC de la Major League Soccer, que se unió a la liga en 2018.
Los informes de 2017 indican que Tan está buscando vender al Cardiff City, su participación en Los Angeles FC de la Major League Soccer y sus equipos profesionales en Bosnia y Bélgica.

### Las carreras de caballos
En abril de 2014, Tan (a través de uno de sus representantes) compró un potro de dos años de Doncaster Bloodstock Breeze-Up Sales por £ 190,000 libras. Será entrenado por el australiano Jeremy Gask en Wiltshire. Eamonn Wilmott, socio comercial de Gask, dijo: "Estamos muy emocionados y complacidos de tener al Sr. Tan involucrado. El caballo se ve excepcional y dominó los anillos del desfile fuera de las ventas".

## Filantropía
Tan es el fundador de Better Malaysia Foundation, que ofrece préstamos y becas sin intereses a los estudiantes que lo necesitan. En 2011 apareció en la lista de héroes de la filantropía de Forbes Asia debido a su compromiso de donar la mitad de su fortuna a causas sociales.
En 2017 donó RM500,000 a Mercy Malaysia y Tzu Chi Malaysia, elevando la suma total de sus donaciones a ambas organizaciones a RM7.6 millones.